# Mobile
Mobile (výslovnost: [moʊˈbiːl]IPA) je třetí nejlidnatější město amerického státu Alabama a krajské město Mobile County. Leží v zálivu Mobile Bay, který se nachází na severním pobřeží Mexického zálivu. Počet obyvatel samotného města je asi 198 915 a v celé aglomeraci žije téměř 400 000 obyvatel.
Bylo založeno roku 1702 jako francouzská kolonie, poté město patřilo mezi britské kolonie a ještě později pak mezi španělské. V roce 1813 se město stalo součástí Spojených států amerických.
Nachází se zde také válečné muzeum, kde je zakotvená mimo jiné bitevní loď USS Alabama.

## Osobnosti města
- Hank Aaron (1934–2021), baseballista
- Tim Cook (* 1960), generální ředitel (CEO) společnosti Apple Inc.
- Orlando Jones (* 1968), herec a komik
- DeMarcus Cousins (* 1990), basketbalista Sacramento Kings

## Partnerská města
- Bolinao, Filipíny
- Constanța, Rumunsko
- Gaeta, Itálie
- Havana, Kuba
- Che-ce, Čína
- Ičihara, Japonsko
- Katovice, Polsko
- Košice, Slovensko
- Pchjongtchek, Jižní Korea
- Samarinda, Indonésie
- Tchien-ťin, Čína
- Veracruz, Mexiko
- Worms, Německo